# 8-ма армія (громадянська війна в Росії)
8-ма армія (8 А) — оперативне об'єднання військ Червоної Армії під час громадянської війни в Росії чисельністю в армію. Перебувала у складі Південного фронту.

## Історія
Утворена наказом Реввоєнради РСЧА РСФРР від 26 вересня 1918 року. У складі Південного фронту армія охоплювала Брянську, Курську та Воронезьку ділянки, а також Євстратівський і Калачівський напрямки військ фронту. Командувачем армії був призначений генерал-лейтенант В. В. Чернавін.
Взимку 1918-1919 років армія ввела наступальні дії на Донбасі. Восени 1919 року армію було розбито денікінцями біля м. Воронежу. 
Разом із 1-ю кінною армією війська 8 армії брали участь у розгромі Добровольчої армії Денікіна, взятті міст Ростова і Новоросійська.
У 1920 році армію було перетворено у Кавказьку трудову армію.

## Склад

### 1918
Станом на жовтень 1918 року: 
- 2-га Орловська піхотна дивізія;
- 9-та стрілецька дивізія;
- 12-та стрілецька дивізія;
- 13-та стрілецька дивізія.

## Командування

### Командувачі
- Чернавін В.В. (26.09.1918 —01.12.1918);
- Гіттіс В. М. (01.12.1918 —23.12.1918);
- Тухачевський М.М. (24.01.1919 —15.03.1919);
- Хвесін Т.С. (15.03.1919 —08.05.1919);
- В. В. Любимов (08.05.1919 —02.07.1919);
- В. І. Ратайський (07.1919 —10.1919);
- Сокольников Г.Я. (12.10.1919 —20.10.1920).

Членами Реввоєнради 8 армії у різний час були Якір Й.Е., Базилевич Г.Д., Баранов П.Й., начальником політичного відділу армії — Роза Землячка (січень—липень 1919 року). 